# Let-7
let-7是最早发现的两种microRNA之一（第一种是lin-4），2000年由加里·鲁夫昆等人发现于模式生物秀麗隱桿線蟲的基因组中，之后通过BLAST在果蝇和人类基因组中发现了同源物，形成了let-7非编码RNA家族。人类miR-98 microRNA前体是let-7家族成员。目前已在多种物种中预测或通过实验证实Let-7 miRNA（MIPF0000002）。miRNA最初转录为长转录本（长达数百个核苷酸），称为初级miRNA（pri-miRNA），在细胞核中由Drosha和Pasha加工成约70个核苷酸的发夹结构。这些前体（前miRNA, pre-miRNA）通过exportin5输出到细胞质中，随后在Dicer酶的作用下加工成约22个核苷酸的成熟miRNA。Dicer参与miRNA加工表明其与RNA干扰现象存在关联。

## 基因組位置
在人類基因組中，簇let-7a-1/let-7f-1/let-7d位於9q22.3的B區域內，具有定義標記D9S280-D9S1809。 D11S1345-D11S1316位點之間的一個最小LOH（杂合性丢失）區域包含miR-125b1/let-7a-2/miR-100簇。 miR-99a/let-7c/miR-125b-2 簇位於HD的21p11.1 區（純合缺失）。簇let-7g/miR-135-1位於區域3的3p21.1-p21.2處。

## let-7家族
let-7基因最早在线虫中被发现，是一种关键的发育调节因子，并成为已知的第两种 microRNA 之一（另一种是lin-4）。 很快，"let-7"在果蝇中也被发现，并通过BLAST（基本局部比对搜索工具）研究被确认为第一个已知的人类 miRNA。 let-7 家族成员的成熟形式在物种间高度保守。

## 表達調控
尽管在未分化细胞中检测不到成熟的let-7成员的水平，但是let-7的初级转录本和发夹结构前体存在于这些细胞中。 这表明成熟的let-7 miRNA可能以转录后方式受到调控。

## 可能用於癌症的臨床治療
鑒於在線蟲中，let-7 功能喪失會導致細胞過度擴散和未分化的突出表型，以及其靶點在細胞命運決定上的作用，let-7 與人類癌症密切相關，並作為一種腫瘤抑制因子。

### 預後生物標記
許多報告顯示，在許多癌症中，let-7的表達水準經常偏低，而且let-7的染色體簇經常被刪除。在分化程度較高的腫瘤中，let-7的表達水平較高，而這些腫瘤中活化的癌基因（如RAS和HMGA2）的水平也較低。因此，let-7的表達水準可能是與分化階段相關的幾種癌症的預後標誌。 例如，在肺癌中，let-7的表達減少與術後存活率降低有顯著相關性。在1262位乳癌患者中，let-7b和 let-7g microRNA的表達與整體存活率顯著相關。

## 人类同源物
- MIRLET7A1
- MIRLET7A2
- MIRLET7BHG
- MIRLET7C
- MIRLET7D
- MIRLET7E
- MIRLET7F1
- MIRLET7F2
- MIRLET7G
- miR-98（MIRLET7L）